# Terrorgruppe
Die Terrorgruppe war eine Deutschpunk-Band aus Berlin.

## Geschichte
Gegründet wurde die Band im Februar 1993 durch Archi Alert (Gesang, Gitarre, Ex-Inferno), Jacho alias Johnny Bottrop (Gitarre), und Hermann v. Hinten (Schlagzeug). Als Bassist kam bald Ice Tüte hinzu, der im Herbst 1994 durch Fritz Spritze und später durch Zip Schlitzer ersetzt wurde. 1998 wurde Hermann v. Hinten durch Steve Maschine West am Schlagzeug ersetzt, 2001 Zip Schlitzer durch Slash Vicious.
1998 waren sie mit Bands wie NOFX, den Toten Hosen und Die Ärzte auf Tour, später auch mit ZSK und WIZO. 2002 erschien das Live-Album Blechdose.
1999 steuerten sie einen Song zum Soundtrack des Spielfilms Oi! Warning der Brüder Benjamin und Dominik Reding bei.
2004 verkündete die Band, dass es nie wieder Konzerte der Terrorgruppe geben solle. Anfang November 2005 verließ Archi die Band. Er arbeitete an einem Soloprojekt und hatte u. a. einen Gastauftritt auf dem Album Hahnenkampf der Berliner Rap-Gruppe K.I.Z, mit denen er den Track Schwarz, Rot, Geld aufnahm.

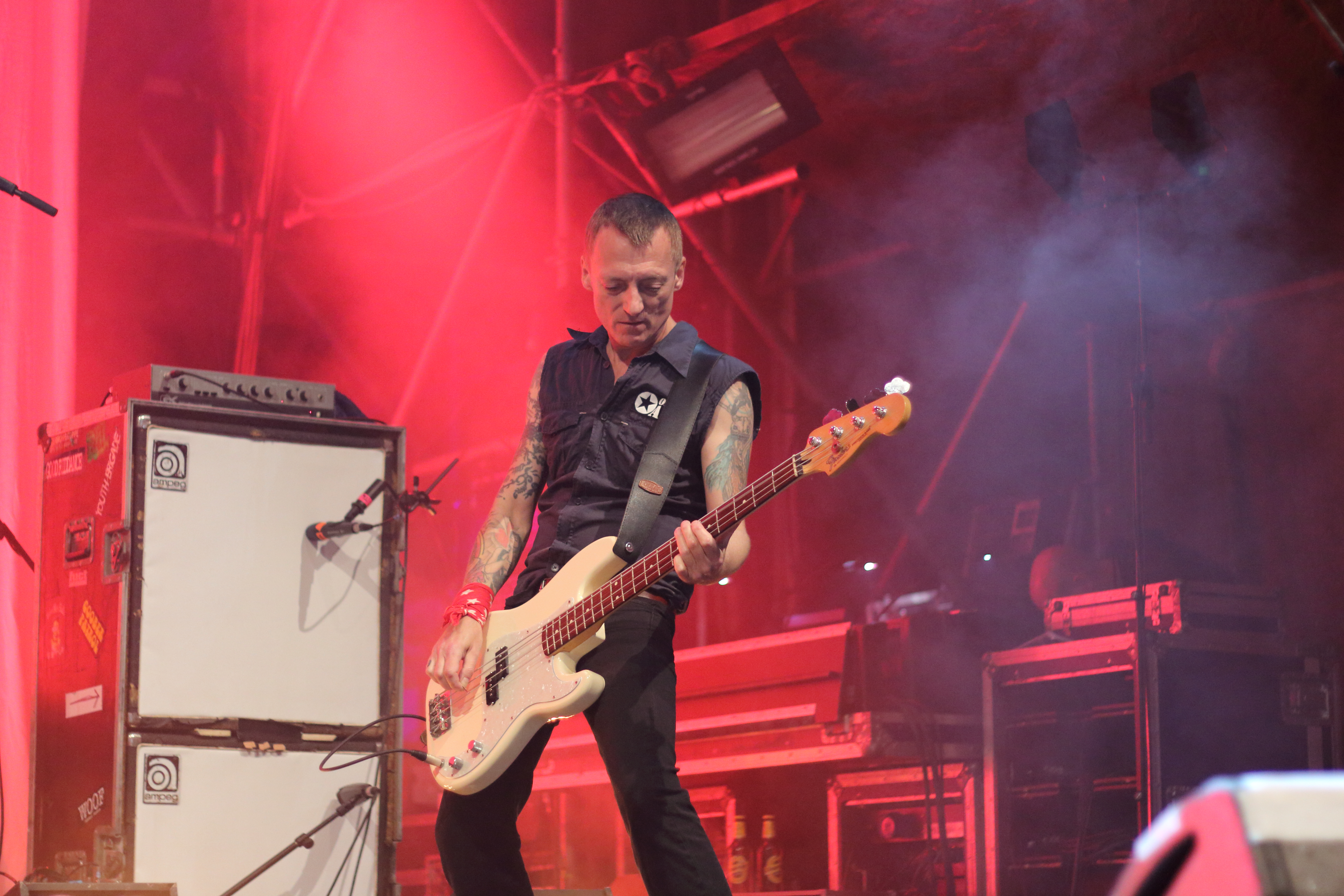
Zip Schlitzer am Picture On 2014

Mit dem ehemaligen Sänger der Xarecrows – Bang Bang Benno – gründeten die verbliebenen Bandmitglieder die Band The Bottrops. Diese veröffentlichte 2007 ihr erstes Album.
Im Januar 2013 erschien die DVD Sündige Säuglinge hinter Klostermauern zur Lust verdammt, eine Dokumentation zur Bandgeschichte der Terrorgruppe. Als Bonus lag der DVD eine Audio-CD mit dem Titel Nachtisch – Halbstark in Kreuzberg 1993–2006 bei. Diese enthält rare und zuvor unveröffentlichte Aufnahmen der Band.
Im Dezember 2013 wurde der erste Auftritt der Terrorgruppe seit 10 Jahren auf dem im Mai 2014 stattfindenden Ruhrpott Rodeo in Hünxe angekündigt. Der tatsächlich erste Auftritt nach der Reunion fand am 25. Mai 2014 im SO36 statt, welches bereits im Vorfeld in kürzester Zeit ausverkauft war. Infolgedessen gab die Band am 26. Mai 2014 ein Zusatzkonzert zusammen mit KIZ. Als Bassist stieß das ehemalige Bandmitglied Zip Schlitzer wieder zur Band; neuer Schlagzeuger war Kid Katze.

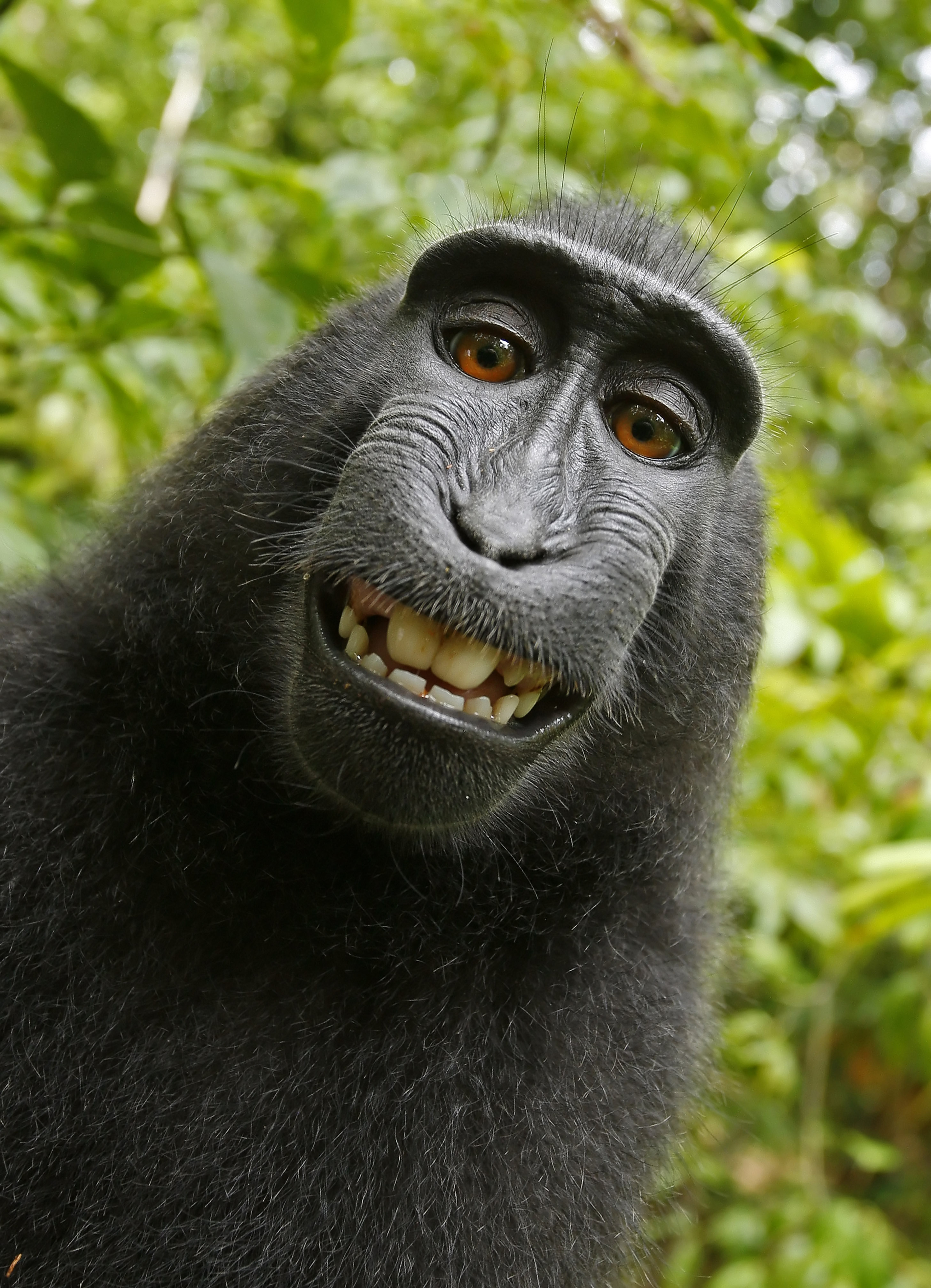
Der „Selfie-Affe“

Im Januar 2016 veröffentlichte die Band das Album Tiergarten. Als Cover verwendeten sie ein Selfie, das ein Schopfaffe von sich aufgenommen hatte und das im Jahr zuvor viel Wirbel um die Urheberrechtsfrage erzeugt hatte. Mit dem Album schaffte es die Terrorgruppe erstmals in die Albumcharts in Deutschland und Österreich. Auf dem Album befindet sich unter anderem ein Song mit Tarek von K.I.Z, der unter dem Namen Tarek Kanibale auftritt und Monchi von Feine Sahne Fischfilet.
Erneut in die Charts kam die Band mit dem Livealbum Superblechdose 2017 und dem Album Jenseits von Gut und Böse 2020. Letzteres sollte auch das letzte Album der Band werden, die sich 2020 nach einer letzten Tour auflösen wollte. Auf Grund der COVID-19-Pandemie wurde diese auf Ende 2021 verlegt, während der laufenden Tour aber abgebrochen, nachdem vier Mitglieder der Tourcrew positiv auf Corona getestet worden waren. Im Februar 2022 wurde „der endgültige Bühnenabschied“ dann doch wieder in Form einer kleineren Abschiedstour mit sechs Konzerten im Juli 2022 angekündigt. Kurz vor deren Start starb am 7. Juli 2022 Bassist Zip Schlitzer. Für ihn übernahm Primarc Zalandu, der bereits 2018 als Schlagzeuger für Kid Katze eingesprungen war. Das letzte Konzert der Terrorgruppe fand am 21. Juli 2022 in Huxleys Neuer Welt in Berlin statt.

## Stil
Die Band ist musikalisch dem Genre Punkrock zuzuordnen und die Liedtexte sind deutsch- und englischsprachig. Inhaltlich bedienen sich die Texte der typischen Fun-Punk-Klischees und sind geprägt von einer klaren anarchistischen Meinung. Thematisch beziehen sich die Texte oft auf die deutsche Kultur. Auch das Phänomen rechtsextremer und staatlicher Gewalt ist häufig Gegenstand von Liedtexten. Die Musik zeigt dabei häufig Ska- oder Pop-Punk-Einflüsse. Die Bandmitglieder bezeichnen ihre von unterschiedlichen Musikgenres beeinflusste Musik als Aggropop.

## Diskografie

### Studioalben
- Musik für Arschlöcher CD (1995, Gringo/Metronome) LP (Teenage Rebel Records)
- Music for Assholes MC (1996, Pop Noise, nur in Polen erschienen)
- Musik für Leute wo trinken gern Pipi 10″ Picture Disc (1996, Teenage Rebel Records)
- Melodien für Milliarden CD (1996, Gringo) LP (Teenage Rebel Records)
- 15 Punkcerealien LP (1997, Gringo/Alternation)
- Keiner hilft euch LP (1998, Gringo Records)
- Über Amerika CD (1999, Byo (Cargo Records))
- 1 World 0 Future (2000, Epitaph Records)
- Fundamental (2003, Destiny/Aggropop)
- Rust in Pieces (2006, Destiny/Aggropop)
- Inzest im Familiengrab (2014, Destiny/Aggropop)
- Tiergarten (2016, Destiny/Aggropop)
- Jenseits von Gut und Böse (2020, Destiny/Aggropop)

### Singles
- Dem deutschen Volke (7″ / 1993, Jelly)
- Arbeit (7″ / 1994, Jelly)
- Fickparty 2000 zur Lust verdammt (7″ / 1994)
- Die Gesellschaft ist schuld (Split-7″ / 1994)
- Keine Airbags für die CSU! (MCD / 1995)
- Kinderwahnsinn (MCD / 1995)
- Der Rhein ist tot (MCD / 1996)
- Wochenendticket (MCD / 1996)
- Rockgiganten vs. Straßenköter (Split-MCD mit Die Ärzte / 1996)
- Sretni smo mi svi .. EP (Split-7″ mit Mars Moles / 1997)
- Mein Skateboard ist wichtiger als Deutschland (MCD / 1997)
- Wir müssen raus (MCD / 1997)
- Neulich Nacht (MCD / 1998)
- Mommy-EP (MCD / 1999)
- Allein gegen Alle (MCD / 2000)
- Stay Away from the Good Guys (MCD, 7″ / 2000)
- Tresenlied (Live) (MCD / 2001)
- Dee Dee Ramone / Terrorgruppe Split (Split-10″/MCD / 2002, Wanker Records)
- Angela (MCD / 2003)
- Fischertechnik (SCD / 2004)
- Bananenrepublik (7″ / 2004)

### Livealben
- Blechdose (2002, Destiny/Aggropop)
- Superblechdose (2017, Destiny/Aggropop)

### Kompilationen
- 1997: Uber Amerika (BYO Records)
- 2004: Nonstop Aggropop 1977–97 (Gringo Records)
- 2004: Schöne Scheiße (Destiny/Aggropop)
- 2013: Nachtisch – Halbstark in Kreuzberg 1993–2006 (Destiny)
- 2013: Dem Deutschen Volke – Singles 1993–1994 (Plastic Bomb Records)

### Videoalben
- Sündige Säuglinge hinter Klostermauern zur Lust verdammt (2013, Destiny)